# Pemigatinib
El pemigatinib, comercializado bajo la marca Pemazyre, es un medicamento utilizado para tratar el cáncer de vías biliares. Se utiliza en los casos que son FGFR2 positivos y han fracasado otros tratamientos. Este medicamento se toma por vía oral. 
Entre los efectos secundarios más frecuentes de este medicamento se encuentran la subida o bajada del fosfato, la caída del cabello, la diarrea, el cansancio, las alteraciones del gusto, la inflamación de la boca, la sequedad ocular, el sarpullido y los problemas renales. Otros efectos secundarios pueden incluir problemas oculares. Uso de este medicamento  durante el embarazo puede dañar al bebé. Es un inhibidor de la cinasa y actúa bloqueando los receptores del factor de crecimiento de fibroblastos. 
Este medicamento fue aprobado para uso médico en los Estados Unidos en 2020. Recibió la aprobación condicional en Europa en 2021. En los Estados Unidos cuesta alrededor de 17 800 dólares estadounidenses cada tres semanas. En el Reino Unido esta cantidad cuesta al NHS alrededor de 7200 libras esterlinas.  